# Buró Político del Partido Comunista de Cuba
El Buró Político es el órgano superior de dirección del PCC. Es la máxima autoridad a nivel ideológico y político del Partido y del Estado cubano. Tiene iniciativa legislativa y facultad para proponer los cargos gubernamentales.
Tiene la dirección facultativa de la organización entre congresos, además de que establece las regulaciones a adoptar por el Comité Central y el Secretariado, del cual se auxilia en el cumplimiento de sus atribuciones. Responde y rinde cuentas periódicamente ante el Pleno del Comité Central de su trabajo. 
Es presidido por el Primer Secretario del Comité Central del Partido, cargo que actualmente Miguel Díaz-Canel Bermúdez, desde el 19 de abril del 2021, habiendo sido electo en el VIII Congreso del Partido Comunista de Cuba, y sustituyendo a Raúl Castro Ruz, quién lo ejercía  desde abril de 2011.

## Miembros del Buró Político (electo tras el VIII Congreso del PCC, 16-19 de abril del 2021)
- Miguel Díaz-Canel Bermúdez, Primer Secretario del Comité Central del Partido y presidente de la República de Cuba.
- Esteban Lazo Hernández, presidente de la Asamblea Nacional del Poder Popular  y del Consejo de Estado de la República de Cuba.
- Salvador Valdés Mesa, vicepresidente de la República de Cuba.
- Roberto Morales Ojeda, miembro del Buró Político y secretario de Organización y Política de Cuadros.
- General de Cuerpo de Ejército, Álvaro López Miera, ministro de las Fuerzas Armadas Revolucionarias, (FAR).
- Bruno Rodríguez Parrilla, ministro de Relaciones Exteriores de la República de Cuba.
- Ulises Guilarte de Nacimiento, secretario general de la Central de Trabajadores de Cuba, CTC.
- Teresa Amarelle Boué, secretaria general de la dirección nacional de la Federación de Mujeres Cubanas, FMC.
- Martha Ayala Ávila, directora general del Centro de Ingeniería Genética y Biotecnología, CIGB.
- Manuel Marrero Cruz, primer ministro de la República de Cuba.
- José Amado Ricardo Guerra, secretario del Consejo de Ministros.
- Luis Alberto Rodríguez López-Calleja, presidente ejecutivo del Grupo de Administración Empresarial Sociedad Anónima, (GAESA).
- General de División, Lázaro Alberto Álvarez Casas, ministro del Interior.
- Gladys Martínez Verdecia, primera secretaria del Comité Provincial del Partido en la Provincia de Artemisa.

## Miembros del Buró Político (electo tras el VII Congreso del PCC, 16-19 de abril de 2016)
- Primer Secretario: Raúl Castro Ruz
- Segundo Secretario: José Ramón Machado Ventura
- Ramiro Valdés Menéndez
- Esteban Lazo Hernández
- Leopoldo Cintra Frías
- Miguel Mario Díaz-Canel Bermúdez
- Ramón Espinosa Martín
- Álvaro López Miera
- Salvador Valdés Mesa
- Marino Murillo Jorge
- Mercedes López Acea
- Bruno Rodríguez Parrilla
- Ulises Guilarte de Nacimiento
- Roberto Morales Ojeda
- Miriam Nicado García
- Teresa Amarelle Boué
- Marta Ayala Ávila